# Сражение при Каламате
Сражение при Каламате (ит. La battaglia sotto Calamata) — одно из сражений Морейской войны, части Великой турецкой войны, произошедшее 14 сентября 1685 года возле греческого города Каламата.
После взятия Корони и понесенных потерь, особенно от болезней, венецианский главнокомандующий Франческо Морозини имел в строю только 4000 старых солдат и 3300 прибывших с подкреплением саксонцев. В свою очередь, османский капудан-паша уже был в пути к Каламате с новыми подкреплениями, взятыми из экипажей легкого флота, базирующегося в Нафплионе. Поэтому было необходимо действовать быстро: Морозини был убежден, что союз с маниотами окажется решающим для завоевания Мореи. Его войска переправились через залив и вместе с маниотами осадили Зарнату, которая сдалась 11 сентября. Морозини назначил барона Ганнибала фон Дегенфельда командующим сухопутными частями (по данным Морозини, 8000 человек), которые, сопровождаемые флотом, двинулись в сторону Каламаты, где к этому времени высадились османские войска (6000 пехотинцев и 2000 кавалеристов сипахов) и разбили укрепленный лагерь. 
14 сентября обе армии встретились при Каламате. Ранним утром христианские войска были выстроены в две линии, с передовой цепью из 10 вольных рот по 80 славян. Левое крыло (со стороны берега), которым командовал бригадир саксонских частей граф Йохан Родольф фон Шенфельт, прикрывалось орудиями с галер под командованием капитана Санудо. За правым флангом 1500 маниотов заняли позиции на высотах, возвышающихся над долиной Недонас.
Капудан-паша приказал 2000 сипахов атаковать левое крыло противника, в то время как его пехота атаковала правое крыло, которым командовал принц Брауншвейгский Максимилиан Вильгельм. Главный османский удар пришёлся на саксонские полки и славянские роты. Завязалась ожесточенная, но непродолжительная схватка. Встретив отпор, турки довольно быстро рассыпались и покинули поле боя, оставив 200 своих павших. Венецианцы потеряли 110 убитых и раненых.
Османский гарнизон Каламаты, следивший за ходом сражения с высоты замка, не дожидаясь подхода венецианского авангарда и маниотов, поджёг боеприпасы и бежал вслед за разбитыми войсками. Замок Келефа, осаждённый маниотами, сдался через несколько дней (24 сентября) венецианцам, следом пал Пассавас. Турки также эвакуировали полуостров Мани. В начале октября кампания закончилась. Благодаря захвату Корони и Мани Венеция создала плацдарм на Пелопоннесе, с которого собиралась продолжить войну в следующем году.